# 大橋マキ
大橋 マキ（おおはし マキ、1976年10月30日 - ）は、アロマセラピスト（英国IFA認定アロマセラピスト資格所持）。元フジテレビアナウンサー。
夫はCMクリエーターの志伯健太郎。

## 来歴・人物
神奈川県鎌倉市出身。父の転勤で茨城、静岡にも住んでいた。私立森村学園中等部・高等部を経て聖心女子大学文学部卒業後、1999年、フジテレビにアナウンサーとして入社（同期に内田恭子・長谷川豊）。
人気アナとなったが2001年3月にフジテレビを退社、渡英。帰国後、就職活動中に知り合った電通社員の志伯健太郎と結婚。母校の教会で挙式した。
フジ退社後は系列会社の共同テレビに籍を置き、2003年からBSフジの『日本の試験大全』でカムバックした（現在は放送終了）。同年6月、エコ·マガジン「月刊ソトコト」でライターデビュー。その後共同テレビとの契約を解消。
2004年から早稲田塾CM、TOKYO FM『大橋マキのCrossroads』などで本格的に放送メディアでも活動再開。2004年10月からは石原良純とのローテーションで、テレビ朝日の番組『素敵な宇宙船地球号』ナビゲーター担当。
2005年11月より大学生の就職活動を応援するラジオ番組、文化放送『就職戦士ブンナビ!』（毎年ナイターオフ時期に放送）でパーソナリティを務めている。アロマセラピストとして病床数450床ほどの大病院で6年半勤務していた。
2007年9月、自身のブログで妊娠6ヶ月を発表。2008年1月13日、女児を出産。
2009年3月より家族とともにオランダのアムステルダムに移住した。同年10月13日帰国して以来、神奈川県の葉山町に在住している。
2010年9月よりTOKYO FM系の『東京海上日動 ROUTE38 〜LOVING HOME〜』のパーソナリティを務めている。
2011年12月25日、男児を出産。
2018年には、一般社団法人「はっぷ（HAPP)」（葉山つながりプロジェクト）を立ち上げ、ガーデニングを通じてシニア世代の心とからだを支える活動を行う。
2023年3月7日、日本テレビ系の『踊る!さんま御殿!!』にゲスト出演。22年ぶりにバラエティ番組に出演した。

## エピソード
- 森村学園では歌手の一青窈と同級生で、自身は中高時代に剣道部に所属していた。テレビ東京の水原恵理アナウンサーとは大学時代からの友人。聖心女子大では毎日放送の松川浩子アナウンサーが同期。自身は在学中ESSに在籍し、英語のディベートで全国大会優勝を果たす。
- 脊柱側湾症の持病があり、中高6年間を含めそれ以降、鉄芯の入った固いプラスチック製のコルセットをしていた（体育の授業と風呂以外は装着して生活）。代替医療を含め多くの治療を受けたが改善しなかった。テニスなど体の使い方に左右差が出るものは許されず、剣道と水泳のみ許されていた。アナウンサー時代の激務が、この持病を抱えていることもあってつらかったという。今でも背骨が曲がっており、足の長さに左右差があるためハイヒールが人並み以上につらいと明かす[5]。
- 同僚アナウンサーの宇田麻衣子、荒瀬詩織と同時期にフジテレビを退社したが、本人は当時の日枝久社長から「大橋君には残ってほしい」と慰留された。しかし、「健康上の理由などで退社を決意したい」と伝えると日枝社長に了承された。そのため、入社わずか2年でフジテレビを退社した。

## 現在の出演番組
- 東京海上日動 LOVING HOME（TOKYO FM系）パーソナリティ
- 聴くecomom（ラジオNIKKEI、2011年3月25日 - ）ナビゲーター

## 過去の出演番組
局名表記がないものはすべてフジテレビ。
- FNSの日・27時間テレビ'99、2000（第13回では提供読み、第14回ではインフォメアナとして出演）
- ゼペットストア・木村世治のallnightnippon-r（ニッポン放送、2000年2月、ゲスト出演）
- プロ野球ニュース（2000年4月 - 2001年3月）
- めちゃ×2イケてるッ!
- ジャンクSPORTS
- 森田一義アワー 笑っていいとも!
- 日本の試験大全（BSフジ）
- うなぎのぼり研究所
- 力の限りゴーゴゴー!!（初期のみ）
- 早稲田塾Presents 大橋マキのCrossroads （TOKYO FM）
- LOHAS SUNDAY（J-WAVE）（2006年4月-2007年9月）
- 就職戦士ブンナビ!（文化放送）（2005年11月-2006年3月19日、2006年11月1日-2007年3月、2007年度は代役を立てて休養をとる。）
- 素敵な宇宙船地球号（テレビ朝日）ナビゲーター
- Happy! Lohas（BS朝日、2006年4月-）
- BOOM TOWN（J-WAVE）（クリス智子が休暇をとるときに代役で出演することが不定期である。）
- Matsuzakaya Lohas / My Life（FM愛知）

## 執筆活動
- アロマの惑星（2005年 木楽舎 ISBN 4907818521）
- 日々香日（2006年 サンマーク出版 ISBN 4763197223）